# 阿尔贝·德·布罗伊
雅克-维克托-阿尔贝，第四代布罗伊公爵（法語：Jacques-Victor-Albert, 4ème duc de Broglie，1821年6月13日—1901年1月19日）, 法國政治家、文學家和君主主义者。
阿尔贝是维克多·德·布罗伊，第三代布罗伊公爵三个孩子中的老大，生于巴黎，曾在馬德里和羅馬短期從事外交工作，1848年革命爆發後退出政界。1846年他翻译出版了莱布尼兹关于宗教体系的著作。1862年当选为法兰西学院院士，当时他的著作《四世纪的教会与罗马帝国》（6卷，1856-186）尚未完成。1871年他作为厄尔省代表被选入国民议会，几天后出任驻伦敦大使，1872年3月因英法贸易和通商条约谈判受到严厉批评而辞职。
布罗伊公爵后任国民议会议员，成为反对共和国总统阿道夫·梯也尔的保守势力领袖，当梯也尔被保守派麦克马洪元帅取代后，他出任国务会议主席（即总理）兼外交部长（1873.5），后又兼任内政部长（11月6日），他的内阁极为保守，招致共和党人的仇恨，内阁于1874年5月22日解散。1877年5月16日麦克马洪总统再次任命他组织新内阁，担任总理兼司法部长，但未能取得议会中共和党多数派的信任，11月20日被迫辞职，从此脱离政治，专门研究历史。他的回忆录（2卷）于1938-1941年出版。

## 子女

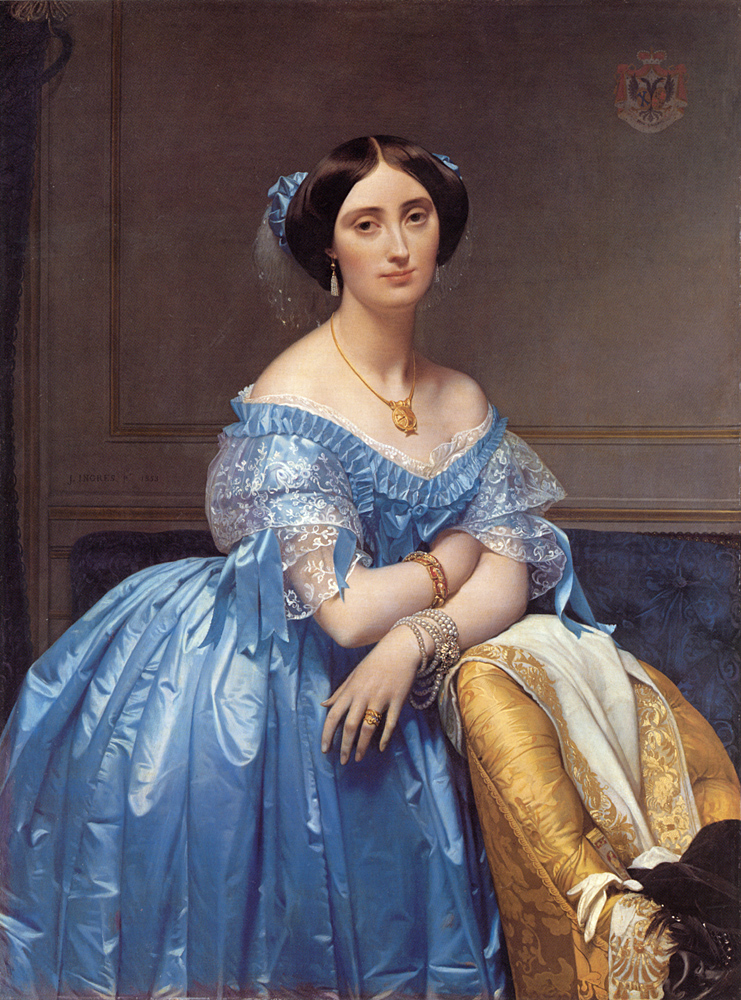
阿尔贝·德·布罗伊公爵夫人, 原名Joséphine-Eléonore-Marie-Pauline de Galard de Brassac de Béarn肖像，让·奥古斯特·多米尼克·安格尔画.

1845年6月18日他和葆琳（Joséphine-Eléonore-Marie-Pauline de Galard de Brassac de Béarn）(1825年–1860年)在巴黎结婚。他们的孩子是：
- 维克多·德·布罗伊，第五代布罗伊公爵 (1846年–1906年)
- 莫里斯 (1848年–1862年)
- 亨利·阿梅德·德布罗伊(Henri-Amédée de Broglie) (1849年–1917年)
- 弗朗索瓦-马里-阿尔贝(François-Marie-Albert) (1851年–1939年) 维克多-弗朗索瓦·德·布罗伊，第八代布罗伊公爵的曾祖父。
- 塞萨尔-保罗-埃曼努尔(César-Paul-Emmanuel) (1854年–1926年)